# 阿兰巴雷
阿兰巴雷是巴西南大河州的一个市镇。总面积519.124平方公里，总人口3825人，人口密度7.4人/平方公里。